# The Tokens
The Tokens (То́кенс или То́кенз) — американская мужская вокальная группа из Бруклина, Нью-Йорк.
Музыкальный сайт AllMusic характеризует её как гармоническую группу, с «гармониями, украшенными ду-вопными кружевами».
Группа была сформирована в 1955 году в бруклинской Линкольнской старшей школе и сначала называлась «Linc-Tones». В оригинальный состав входили Хэнк Медресс, Нил Седака, Эдди Рабкин и Синтия Золотин. Они записывались на лейбле Melba, но большого успеха не добились.
В 1960 году Хэнк Медресс возродил группу, уже с названием «The Tokens» и с несколькими новыми участниками: Филом и Митчем Марго и Джеем Сигелем. В 1960 году они записывались на лейбле Warwick, а потом, в 1962 году, с их теперь знаменитой песней «The Lion Sleeps Tonight» (основой для которой послужила южноафриканская зулусская песня «Wimoweh») к коллективу пришёл огромный успех. В ритм-н-блюзовом чарте «Билборда» она заняла 7 место , а вот основной, попсовый, чарт (Hot 100) возглавила.
Долго группа удержаться на волне успеха не смогла, но «The Lion Sleeps Tonight» остаётся классикой, часто-исполняемым «стандартом» и по сей день.
В 2004 году группа была принята в Зал славы вокальных групп.

## Состав

### Классический состав
- Джей Сигел[англ.] (англ. Jay Siegel) — лид-вокал (солист)
- Митч Марго[англ.] (англ. Mitch Margo)
- Нил Седака (англ. Neil Sedaka)
- Филип Марго[англ.] (англ. Philip Margo)
- Хэнк Медресс[англ.] (англ. Hank Medress)
- Джо Веннери[англ.] (англ. Joe Venneri) — гитара

## Дискография
- См. «The Tokens#Discography» в английском разделе.